# Benedikt Huber

Benedikt Huber (ca. 1970)

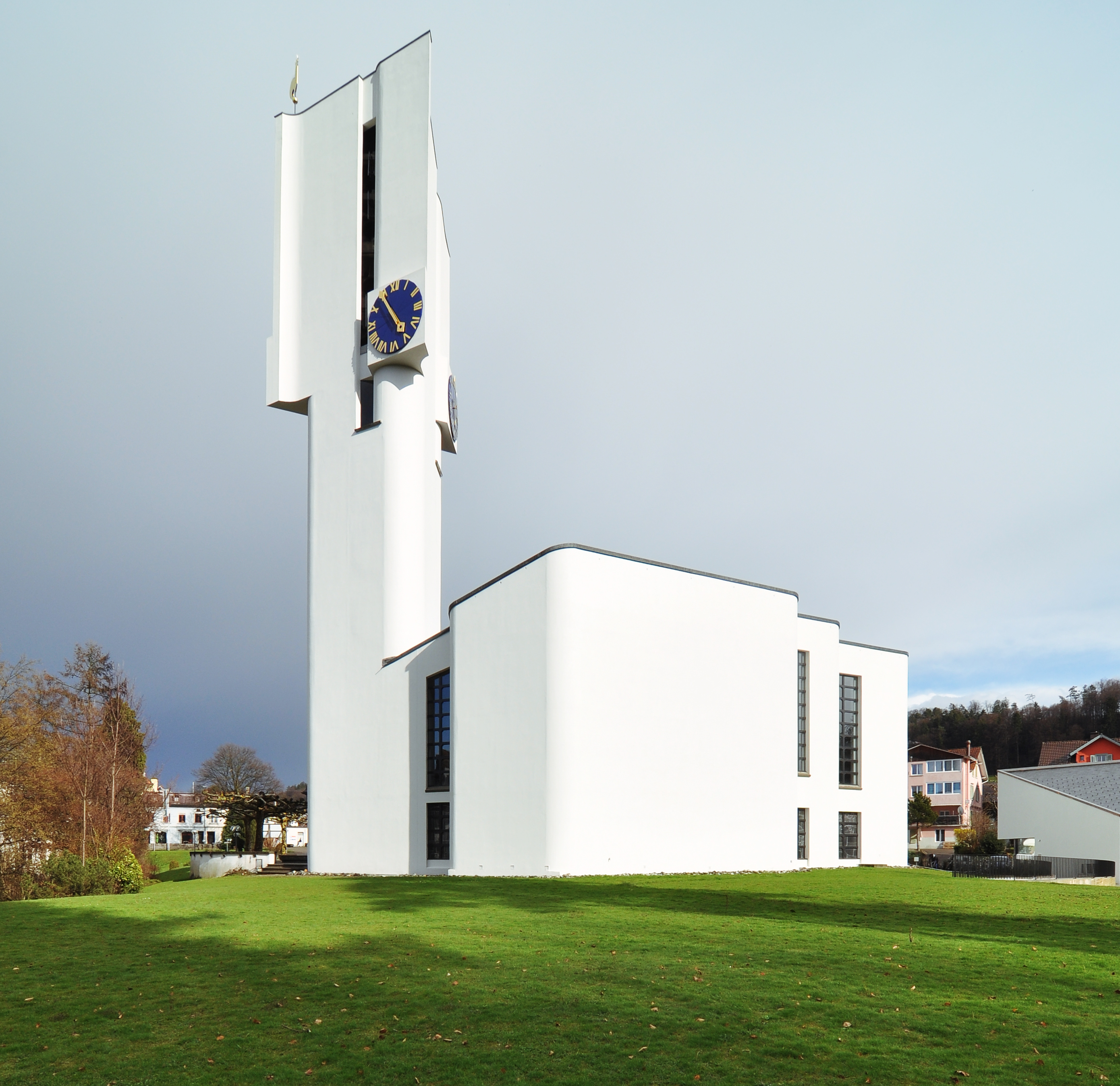
Reformierte Kirche Bischofszell, 1968

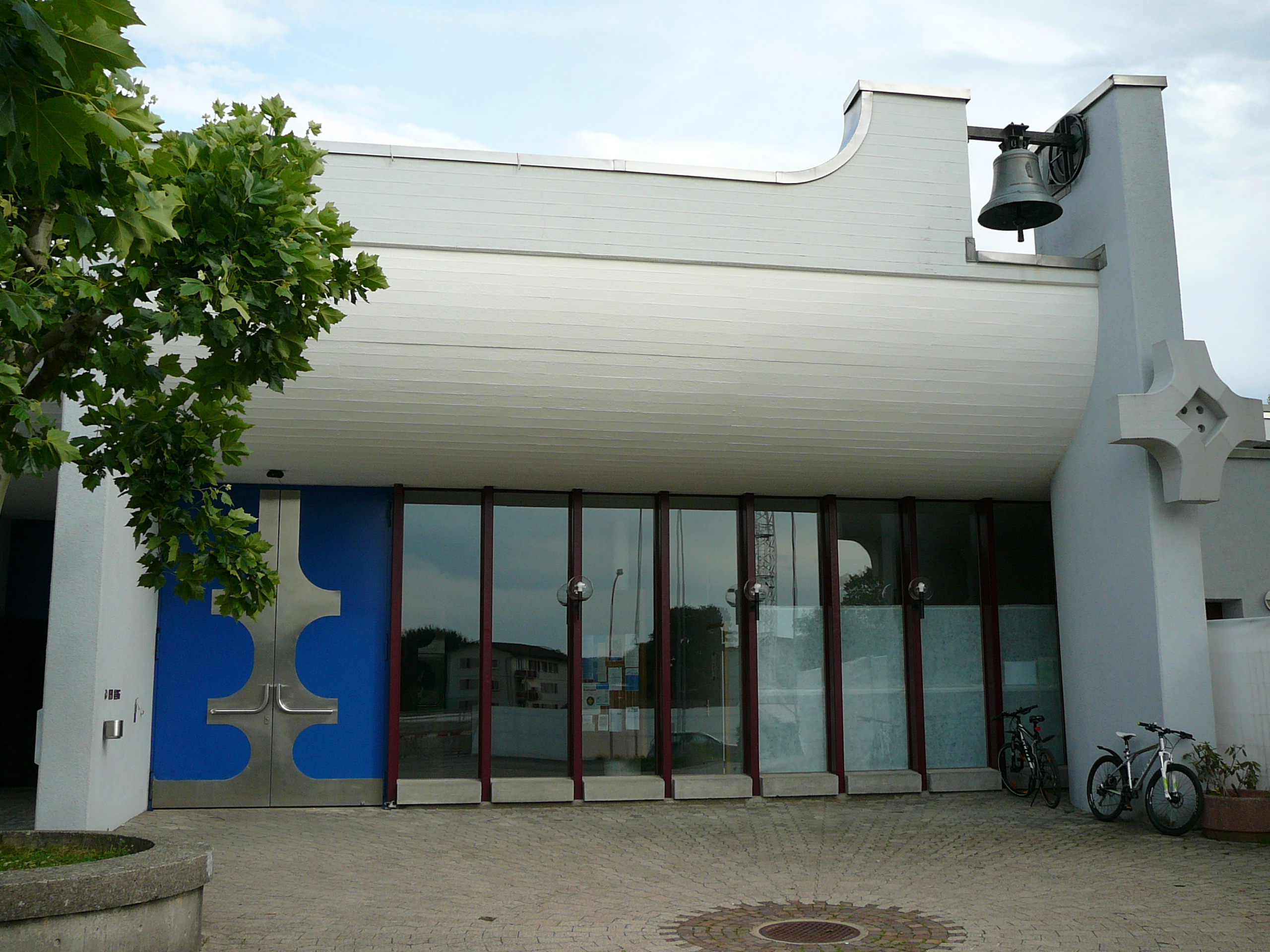
Kirche St. Mauritius Regensdorf ZH, 1973–1974

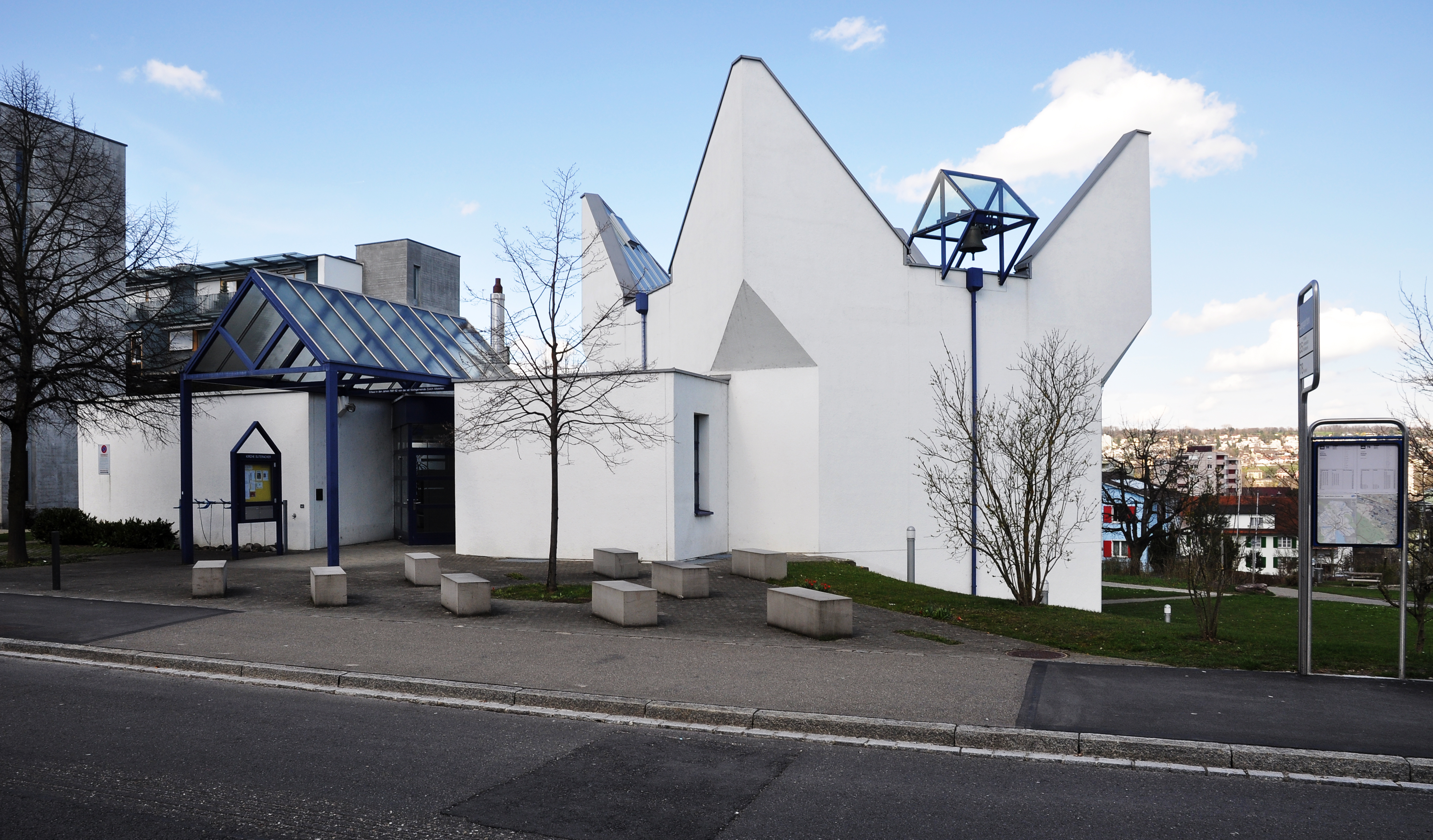
Reformierte Kirche Im Suteracher, Zürich-Altstetten, 1985

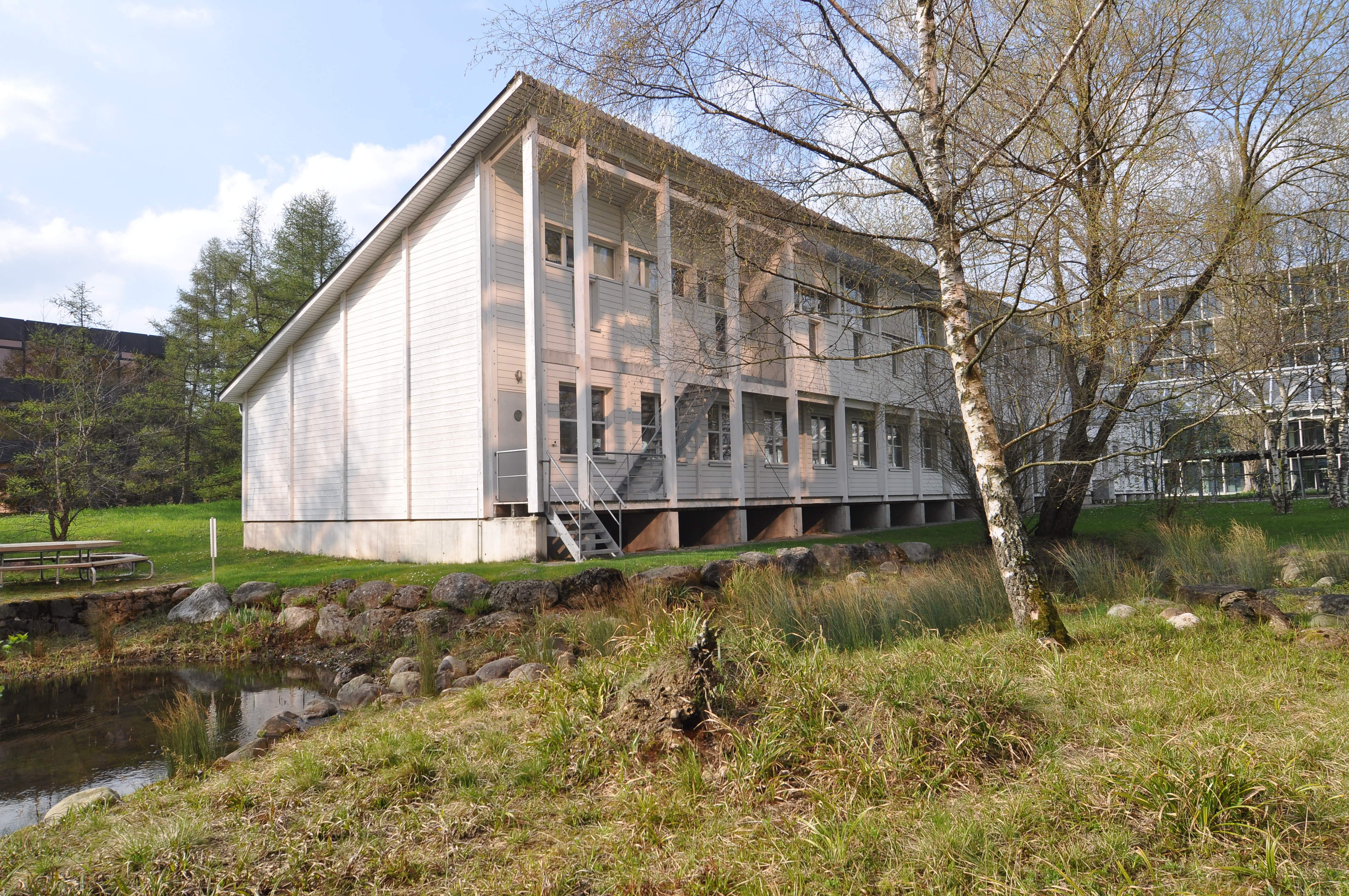
Eines der provisorischen Zeichensaal-Gebäude auf dem Hönggerberg.

Benedikt Huber (* 25. März 1928 in Basel; † 9. März 2019 in Zürich) war ein Schweizer Architekt, war Professor für Städtebau und Raumplanung an der ETH Zürich und an der TU Dresden, Verfasser von Schriften zu Städtebau und Architekturtheorie, Redaktor der Zeitschrift Werk und Verlagsleiter der Zeitschriften SI+A und IAS.

## Leben und Karriere
Nach dem Architekturstudium an der ETH Zürich mit Diplom 1952 gründete Huber 1954 zusammen mit seiner Frau Martha Huber-Villiger ein Architekturbüro in Zürich. Das Büro war durch eine Vielzahl von Kirchenbauten der reformierten Kirche und durch soziale Einrichtungen in der ganzen Deutschschweiz und in Deutschland hervorgetreten. Dabei zeichneten sich seine Entwürfe oft durch die einfache und stringente Umsetzung einer klaren Entwurfsidee aus. Für die Kirche im Suteracher und für die Provisorien auf dem Hönggerberg wurde ihm jeweils der Preis für gute Bauten der Stadt Zürich verliehen, für die Sanierung seines Elternhauses in Riehen, des Hauses Huber, 1930 als eine Ikone des Neuen Bauens von Paul Artaria und Hans Schmidt errichtet, erhielt er 1993 eine Auszeichnung des Heimatschutzes Basel.
Aus seiner Beschäftigung mit der Gestaltung des öffentlichen Raumes ergab sich auch seine Lehrtätigkeit. Ordentlicher Professor für Städtebau und Raumplanung war er von 1973 bis zur Emeritierung 1993 an der ETH, 1985 nahm er eine Gastprofessur an der TU Dresden wahr. Huber hat ein umfangreiches schriftliches Werk verfasst, neben seinem oft aufgelegten Lehrmittel zum Städtebau waren dies weitere städtebauliche und architekturtheoretische Schriften. Zu Beginn seiner Karriere war er von 1955 bis 1961 leitender Redaktor der Zeitschrift Werk und nach seiner Emeritierung Verlagsleiter der Zeitschriften SI+A und IAS. Er gehörte zu den Gründungsmitgliedern der Zürcher Arbeitsgruppe für Städtebau (ZAS), die sich ab 1959 mit Aktionen und Gegenvorschlägen zu offiziellen Planungen in die städtebauliche Diskussion Zürichs einschaltete, beispielsweise in die Planung des Stadtzürcher Sihlraums.

## Werkauswahl
- Druckereigebäude, Zürich 1955
- Wohnhaus, Oberwil 1956
- Thomaskirche, Basel 1957
- Wohnhaus, Schaffhausen 1957
- Doppelwohnhaus, Arlesheim 1958
- Villa eines Sammlers, Muzzano 1961
- Wohnhausgruppe, Münchenstein 1961
- Kirche, Lohn-Ammansegg 1962
- Friedhof Lohn, Solothurn 1962
- Umbau Stadtkirche, Glarus 1964
- Tituskirche, Basel 1964
- Kirche, Kriegstetten 1964
- Reformierte Kirche Glashütten, Murgenthal 1964
- Tramstation Irchel, Zürich 1965
- Reformierte Kirche, Hamburg-Altona 1966
- Rosenhofplatz mit Max-Frisch-Brunnen, Zürich 1967
- Kirche auf dem Mutschellen 1968–70
- Evangelische Johanneskirche, Bischofszell 1968–70
- Reformierte Kirche, Rotkreuz 1968–70
- Friedhofsgebäude, Mettmenstetten 1970
- Volksbildungsheim, Herzberg 1971
- Gemeindezentrum, Wiescheid bei Düsseldorf 1971
- Gärtnerei, Wohnungen, Läden, Dättwil 1972
- Altenzentrum, Rüttenscheid 1972
- Schulhaus, Kindergarten, Gemeindehaus, Murgenthal-Riken 1972
- Kirchliches Zentrum, Zons bei Köln 1973
- Kirche, Bubendorf 1973
- Kirche und Pfarreizentrum St. Mauritius, Regensdorf 1973–1974
- Wohnsiedlung Gartenstrasse, Adliswil 1974
- Kirchliches Zentrum, Jona 1975
- Kirche, Kradolf 1975
- Kirche, Witikon, Sanierung 1975
- Fussgängerpromenade am Schanzengraben, Zürich 1975
- Kirchliches Zentrum, Kehrsatz 1976
- Gemeinschaftszentrum, Merl bei Bonn 1976
- Alterswohnheim, Niederurnen 1977
- Neugestaltung Paradeplatz, Zürich 1977
- Blindenhörbücherei Zürich-Albisrieden, 1978
- Margarethenhöhe, Alters- und Pflegeheim, Essen 1978, (mit Wolfgang Müller-Zantop)
- Altenwohnungen, Bad Kreuznach 1979
- Alters- und Pflegeheim, Urdorf 1981
- Tramhaltestelle ETH Zentrum, Zürich 1981
- Altersheim, Essen-Bergeborbeck, 1983
- Altersheim, Essen-Karnap, 1983
- Kirche Suteracher, Zürich-Altstetten 1985
- Zeichensäle der ETH, Provisorium, Zürich, ETH Hönggerberg 1987 (mit Atelier 3, R. Bolli und P. Gerber)
- Bibliothek für Blinde und Sehbehinderte, Druckerei und Verlagsgebäude, Zürich-Albisrieden 1988 (mit Atelier 3, R. Bolli und P. Gerber)
- Alters- und Pflegeheim, Niederurnen, 1991
- Restaurierung Wohnhaus Huber, Arch. Artaria und Schmidt, Riehen BS, 1993

## Schriften
- (mit Jean-Claude Steinegger, Herausgeber): Jean Prouvé: Architektur aus der Fabrik. Artemis: Zürich 1971
- Raumplanung und Städtebau. Lehrmittel für Orts-, Regional- und Landesplanung, Vieweg + Teubner, Wiesbaden 1994
- (mit Hans Boesch): Der Fussgänger in der Siedlung. vdf, Verlag der Fachvereine, Zürich 1993
- (mit Karin R. Lischner, Hans Boesch und Christian Süsstrunk): Siedlungsstruktur und Aussenraum. vdf, Verlag der Fachvereine, Zürich 1993
- Die Stadt des Neuen Bauens, Projekte und Theorien von Hans Schmidt. vdf, Verlag der Fachvereine, Zürich 1993
- Das Haus Huber in Riehen: 1929 erbaut von den Architekten Artaria & Schmidt – Materialien, Bezüge und Personalien zur Baugeschichte. Zürich: GTA Verlag 2004
- (Herausgeber): Watakushi no Tōkyō : 1953/2013 = Mein Tokio. Texte verschiedener Autorinnen und Autoren, Fotos von Martha Villiger-Huber und Naomi Hanakata, edition esefeld & traub, Stuttgart 2013